# Angielskie poty
Ten artykuł opisuje teorie, metody lub czynności niezgodne ze współczesną wiedzą medyczną.
Angielskie poty (ang. sweating sickness, English sweate, łac. sudor anglicus) – choroba, która wywołała 5 epidemii w latach 1485–1551. Współcześni badacze nie mają żadnych dowodów na fizyczne istnienie tej choroby, dysponują tylko zapisami historycznymi. Przypuszcza się, że przyczyną mógł być hantawirus (buniawirusy).
Choroba objawiała się obfitym poceniem, różnorodnymi bólami, krwotokami, wysoką temperaturą ciała. Źródłem pierwszych zakażeń mogli być najemnicy francuscy, którzy przybyli do Anglii z Henrykiem VII pod koniec Wojny Dwóch Róż, a z tego, co wiadomo, oni sami na tę chorobę nie zapadali.
Istnieje hipoteza, że ta choroba to jedna z odmian Eboli, tak samo nietypowa jak w 2008 roku w Kasai w Kongo.

## Historia ataków choroby
1485–1492Pierwsze przypadki odnotowano w sierpniu 1485 roku w armii zebranej przez Henryka VII po wylądowaniu w Milford Haven. Wielu żołnierzy zapadło na dziwną chorobę. Umierali oni nawet po kilku godzinach. Wkrótce po wkroczeniu Henryka VII do Londynu po bitwie pod Bosworth epidemia wybuchła z całą siłą. W samej tylko stolicy zmarło kilka tysięcy osób do końca października. Późną jesienią choroba zniknęła tak nagle, jak się pojawiła, jednakże rozprzestrzeniała się na północ mniejszymi atakami przez następne lata, docierając do Irlandii w 1492.
1507Drugi silny atak w Anglii. Wcześniej, od roku 1492, nie notowano zachorowań, choć – jak się przyjmuje – ofiarą jej miał w 1502 paść Artur Tudor.
1517Trzeci rozległy wybuch epidemii. W niektórych miastach Anglii południowej zmarła połowa populacji. Pierwsze przypadki odnotowane poza Anglią – w Calais i Antwerpii.
1528 – największy atak zarazy na EuropęPod koniec maja wybuchła epidemia w Londynie, rozprzestrzeniając się na całą Anglię. Zawieszono działalność dworu królewskiego, a król Henryk VIII wyjechał w popłochu. Tym razem epidemia wybuchła również z wielką siłą na kontynencie, omijając jednakże Francję i Włochy. Przybywając prawdopodobnie wraz z uciekającymi ludźmi, wybuchła pod koniec września jednocześnie w Antwerpii, Amsterdamie i Hamburgu. Rozprzestrzeniła się przez Danię do Szwecji i Norwegii. Dotarła w grudniu do Szwajcarii. Na wschodzie pojawiła się na Litwie, w Polsce i Rosji. Pod koniec 1528 epidemia praktycznie wygasła, pozostając – co charakterystyczne – w każdym z zaatakowanych miejsc tylko około dwóch tygodni.
1551Ostatni atak choroby w Anglii. Opisany przez Johna Caiusa, lekarza Marii I Tudor. W lipcu 1551 choroba szczególnie dotknęła mieszkańców Cambridge. Jej ofiarą padli książęta Suffolk: Henry Brandon i Charles Brandon.